# Стара кућа породице Живковић у Белом Потоку
Стара кућа породице Живковић у Белом Потоку, насељу на територији градске општине Вождовац подигнута је у првој половини 19. века. Представља непокретно културно добро као споменик културе.

## Опис куће
Кућа се налазила уз пут, у центру насеља и била је приземна правоугаоне основе, на благој падини, с подрумом испод једног дела зграде. Подигнута у бондручној конструкцији са испуном од чатме на темељима од ломљеног камена и тремом на југоисточној страни. Ограда трема је била у дрвеном раму, са испуном од талпи и декоративно нажљебљеним окапницама. Кров на кући је био четворосливан, благог пада и покривен ћерамидом. Релативно мала надстрешница била је опшивена шашовцем.
На главној фасади постојала су двоја врата, једна су водила у „кућу“, а друга у собу поред. Унутрашњи простор куће подељен је са два укрштена зида на четири просторије приближно истих димензија, а то су „кућа“ са оџаклијом и три собе. Просторије у кући су биле повезане вратима, тако да је заједно с тремом постојала могућност кружне циркулације. Подови у трему и „кући“ били су обложени опеком, а у собама су били дашчани. Таваница трема и „куће“ је имала шашовац, а у собама је била облепљена лепом. Врата су била од пуног дрвета, а прозори двокрилни, с металним решеткама између пенџера. У „кући“ је постојао угаони долап.
По својим основним карактеристикама стара кућа породице Живковић је припадала старијем моравском типу и у архитектонском и етнографском смислу представљала један од најуспелијих примерака овог типа на београдском подручју.
Због изградње новог објекта власник је почетком осамдесетих година прошлог века порушио кућу.